# William Randolph Hearst
William Randolph Hearst (/hɜst/; São Francisco, 29 de abril de 1863 – Beverly Hills, 14 de agosto de 1951) foi um empresário americano do ramo de editoras que criou uma enorme rede de jornais. Seus métodos influenciaram a indústria do jornalismo nos Estados Unidos.[carece de fontes?]

## Carreira
Hearst começou sua vida como empresário em 1887 após assumir o controle do jornal The San Francisco Examiner, que era do seu pai. Se mudando para Nova Iorque, ele comprou o The New York Journal e entrou numa guerra de negócios com o New York World, de Joseph Pulitzer, e criou então a noção de "imprensa marrom"—histórias sensacionalistas de veracidade duvidosa. Comprando mais jornais, ele criou uma rede de mais de 30 jornais sob seu controle no país. Mais tarde também comprou revistas, criando um dos maiores conglomerados de jornalismo do mundo.
Ele foi duas vezes eleito pelo Partido Democrata para a Câmara dos Representantes dos Estados Unidos e concorreu sem sucesso para a prefeitura de Nova Iorque em 1905 e 1909, para governador do estado em 1906 e vice em 1910. Ainda assim, com seus jornais e revistas, ele exercia enorme influência política e era acusado de fazer jornalismo sensacionalista. Apesar de pertencer, por mais de trinta anos, a ala populista dos Democratas, Hearst era um conservador, nacionalista e fervoroso anticomunista. Defensor da Lei Seca, ele depois fez lobby, por meio dos seus jornais, para tornar ilegal várias drogas psicotrópicas, especialmente aquelas que afetavam indústrias que financiavam seus jornais, como a indústria farmacêutica ou de celuloide. Ele ficou conhecido por ser um dos principais apoiadores da Marihuana Tax Act of 1937, que tornou ilegal a maconha nos Estados Unidos. Assim como outras de suas iniciativas, ele usava o poder de seus jornais para tentar manipular a opinião pública, trazendo apoio às suas iniciativas políticas.
Sua vida serviu de inspiração para o personagem principal do filme Citizen Kane, de Orson Welles.

## Política
Sua história se cruza com a história da propaganda ideológica americana no contexto do intervencionismo militar norte-americano pós-Segunda Guerra. O primeiro presidente eleito democraticamente da Guatemala, Juan José Arévalo, em seu livro de 1959 intitulado Anticomunismo na América Latina, afirma que as agências de informação americanas introduziram na imprensa burguesa de países da América Latina os chamados "métodos de Hearst", que consistem no seguinte:
Fabricar notícias e vendê-las como autênticas; deformar as notícias, modificando-as parcial ou totalmente; converter a calúnia em notícia e privar o caluniado da possibilidade de defender-se; redigir a notícia incorporando-lhe elementos inventados; interpretar os acontecimentos a seu próprio critério; enterrar notícias importantes, publicando-as entre anúncios comerciais; proibir a publicação de certas notícias; atribuir a alguma pessoa declarações que ela nunca fez; escrever entre aspas frases que ninguém pronunciou; escolher o título de um artigo que não tem nada a ver com seu conteúdo.